# George B. Crittenden
George Bibb Crittenden (Russell (Kentucky), 20 maart 1812 - Danville (Kentucky), 27 november 1880) was een generaal in het leger van de Geconfedereerde Staten van Amerika tijdens de Amerikaanse Burgeroorlog.

## Vroege jaren
Crittenden werd geboren op 20 maart 1812 in Russell, Kentucky. Thomas L. Crittenden was zijn broer en later een generaal in het Union Army.  Hun vader was John J. Crittenden  die een lange politieke loopbaan had als senator, gouverneur van Kentucky en minister van justitie onder de presidenten William Henry Harrison en Zachary Taylor. 
Crittenden bracht zijn jeugd door in Frankfort, Kentucky. In 1824 werd hij naar een kostschool in Lexington gestuurd. Kort daarna overleed zijn moeder.  Hij werd in 1828 toegelaten tot de United States Military Academy in West Point. Hij studeerde vier jaar later af als 26ste in een klas van 45 leerlingen. Hij kreeg een benoeming als gebrevetteerd tweede luitenant in het 4th Infantry Regiment. Na een korte periode in een grenspost werd zijn regiment ingezet in de Black Hawk Oorlog. Na dit conflict bouwde het regiment militaire infrastructuur uit in de zuidelijke staten en werd het naar een garnizoen gestuurd in Arkansas Territory. Op 30 april 1833 nam Crittenden ontslag uit het leger om rechten te gaan studeren aan de Transylvania University. Na het behalen van zijn diploma begon hij een advocatenkantoor. In zijn vrije tijd was hij bevelhebber van een compagnie in de militie van Kentucky. Tegen het einde van de jaren ’30 had hij een alcoholprobeem ontwikkeld.
Zonder zijn vader in te lichten vertrok Crittenden naar de Republiek Texas. Hij nam dienst in het Army of the Republic of Texas. Hij kreeg een commissie als tweede luitenant en nam in december 1842 deel aan de Mier expeditie. De volgende maand werd Crittenden ernstig ziek en werd hij opgenomen in een Mexicaans ziekenhuis. Nu hij officieel een krijgsgevangene was, probeerde zijn vader hem vrij te krijgen. Dank zij een brief van Andrew Jackson aan generaal Santa Anna werd Crittenden in april 1843 vrijgelaten.

## In dienst van het Amerikaanse leger
Terug in Kentucky nam Crittenden zijn oude baan als advocaat opnieuw op. Hij nam opnieuw dienst in het Amerikaanse leger toen de Mexicaans-Amerikaanse Oorlog uitbrak. Op 27 mei 1846 werd hij benoemd tot kapitein in het Regiment of Mounted Riflemen en diende onder generaal-majoor William W. Loring. Crittenden werd gearresteerd voor openbare dronkenschap en zou oneervol ontslagen worden. Nadat hij persoonlijk naar Washington D.C. was gereisd om te praten met de minister van oorlog, kon hij opnieuw naar zijn regiment gaan. Hij nam deel aan de veldslagen van Contreras en Churubusco en werd op 20 augustus 1847 bevorderd tot gebrevetteerd majoor. Begin 1848 werd hij opnieuw gearresteerd voor dronkenschap maar kon dankzijn de invloed van zijn vader zijn militaire loopbaan verderzetten. Net toen hij de volwaardige rang van majoor had gekregen werd hij nogmaals gearresteerd. Na een krijgsraad werd hij op 19 augustus 1848 oneervol ontslagen uit het leger.
Opnieuw schreef zijn vader zijn invloedrijke vrienden aan. Na een tussenkomst van de minister van oorlog Jefferson Davis en Thomas Hart Benton (die een vriend was van Crittendens oudere broer) werd hij op 15 maart 1849 opnieuw opgenomen in de rangen. Na een kort verblijf in de Jefferson Barracks in St. Louis, Missouri vertrok hij met zijn regiment naar het Oregonterritorium. In 1851 keerden ze terug naar St. Louis, Missouri. Opnieuw had Crittenden last van zijn alcoholprobleem. Zijn vader wou dat hij ontslag nam, maar hij bleef in het leger.
Op 30 december 1856 werd Crittenden bevorderd tot luitenant-kolonel. Dankzij zijn vele connecties kon hij in 1859 een lang verlof nemen en maakte hij een rondreis in Europa. Na zijn terugkeer uit Europa kreeg hij het bevel over Fort Union. Daar vocht hij verschillende schermutselingen uit met de Comanches

## De Amerikaanse Burgeroorlog

### De oorlog begint
Na de verkiezingen van 1860 werd Abraham Lincoln verkozen tot nieuwe president. Verschillende leiders uit de Zuidelijke staten vreesden voor een restrictie op het houden van slaven. De steun voor secessie groeide exponentieel. John J. Crittenden, die een sterke reputatie had in het zoeken van compromissen, stelde in december 1860 een reeks van grondwetswijzigingen voor die zou bekend worden als het Compromis van Crittenden.  Dit compromis zou extra garanties bieden om de slavernij ten zuiden van de 36ste parallel te beschermen. Zou de slavernij ten noorden van deze lijn volledig verbieden en het Amerikaans congres verbieden om zich te bemoeien met de slavenhandel tussen staten. Ook zouden slavenhouders compensaties krijgen voor weggelopen slaven. Het congres keurde deze wetteksten niet goed. South Carolina was de eerste staat die zich afscheidde van de Verenigde Staten in december 1860. Zes andere Zuidelijke staten zouden snel volgen in de daaropvolgende maanden. In februari werd de Geconfedereerde Staten van Amerika opgericht. 
Op 12 april 1861 openden Zuidelijke eenheden onder leiding van P.G.T. Beauregard het vuur op Fort Sumter. De Amerikaanse Burgeroorlog was begonnen. Vier extra staten voegden zich bij de nieuwe confederatie. Kentucky probeerde neutraal te blijven. Crittenden was er vanuit gegaan dat zijn vader de Zuidelijke staten zou steunen. Hij kreeg echter een brief waarin zijn vader aandrong om trouw te blijven aan het land en het leger die hij diende. Crittenden nam ontslag uit het leger op 10 juni. Hij kreeg een benoeming tot kolonel in het nieuwe Zuidelijke leger en werd reeds op 15 augustus bevorderd tot brigadegeneraal. Zes dagen later kreeg hij het bevel over een brigade in het Army of the Potomac in Virginia.

### Oostelijk Tennessee en Kentucky
Dankzij de goede band tussen zijn familie en de nieuwe president Jefferson Davis werd Crittenden op 9 november bevorderd tot generaal-majoor. Hij kreeg de verantwoordelijkheid over het oostelijk District van Kentucky. Zijn commando maakte deel uit van een groter gebied die onder generaal Albert Sidney Johnstons verantwoordelijkheid viel. Dit gebied stond eerst onder het bevel van brigadegeneraal Felix Zollicoffer. Dit was een politicus en krantenmagnaat uit Tennessee. Maar president Davis benoemde Crittenden als zijn overste omdat hij hoopte dat Crittenden positief zou onthaald worden door de inwoners van Kentucky. Deze strategie mislukte echter.

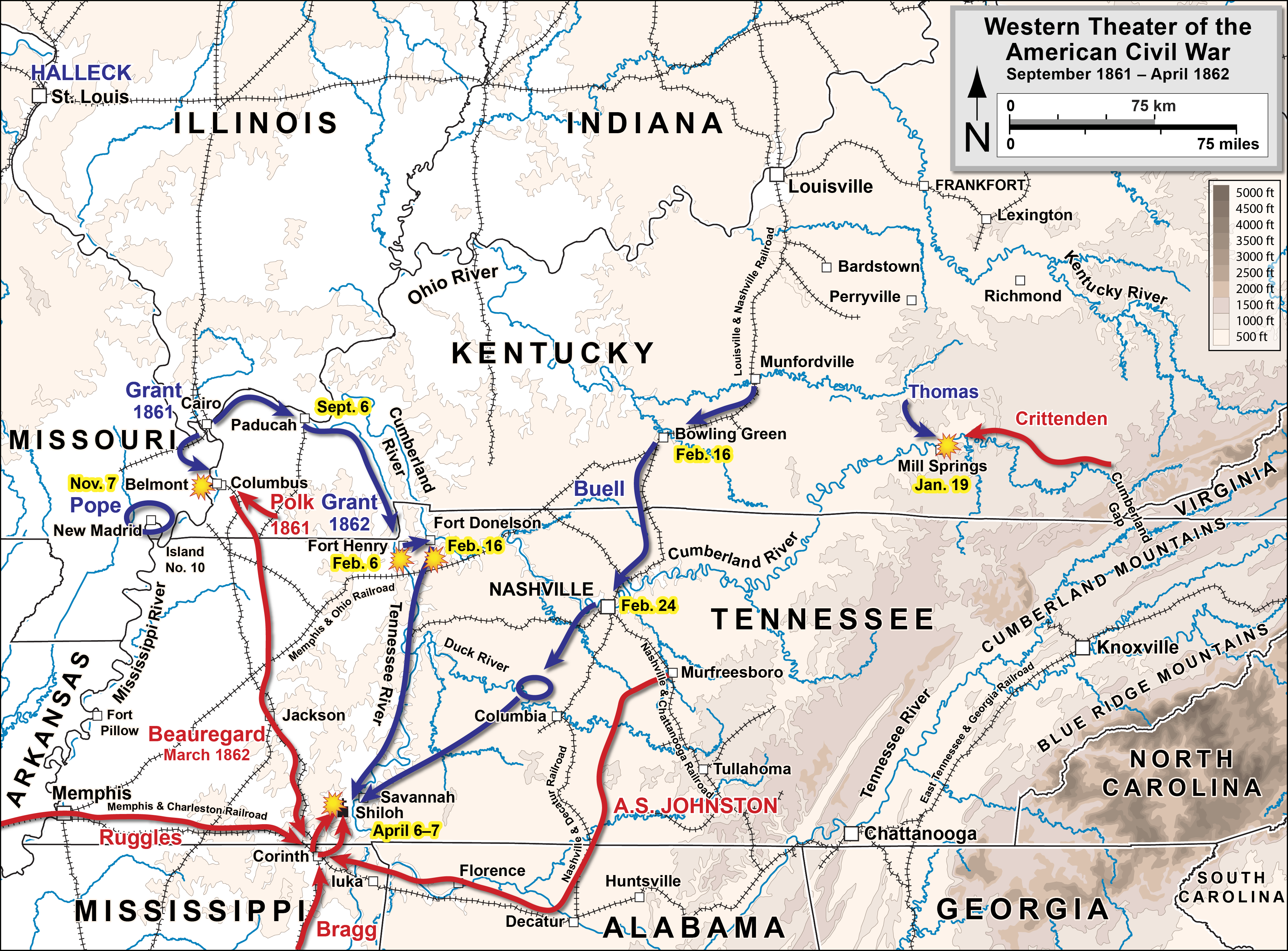
Overzichtskaart met de verschillende troepenverplaatsingen aan het westelijke front die zou leiden tot de Slag bij Mill Springs

Crittenden zette zijn hoofdkwartier op in Knoxville, Tennessee op 1 december. Hij werd een week later naar Virginia geroepen voor een vergadering met het Zuidelijke kabinet. Het zou nog een week duren voor hij opnieuw in zijn hoofdkwartier was. Tijdens deze vergadering kreeg hij orders dat hij de eenheden van Zollicoffer onder zich had, maar dat hij niet naar oostelijke Tennessee mocht oprukken tenzij Johnston het ander zei. Noordoostelijke Kentucky werd aan brigadegeneraal Humphrey Marshall gegeven. Waardoor Crittenden slechts nog over de eenheden van Zollicoffer en één ander brigade onder leiding van William Henry Carroll beschikte. Ondertussen had Zollicoffer zijn eenheden van de Cumberland Gap naar Mill Springs, Kentucky verplaatst. Hier nam hij een voordelige defensieve stelling in ten zuiden van de Cumberland. Toch besliste Zollicoffer op eigen houtje om toch in het offensief te gaan. De onervaren Zollicoffer dacht dat zijn stellingen in de bocht van een rivier in zijn voordeel zou spelen. Hij dacht dat zijn achterhoede en zijn flanken beschermd waren. Het tegendeel  was waar. Hoewel de rivier bij Zollicoffers stellingen niet kon overgestoken worden, kon dit op vele ander plaatsen wel. Hierdoor zouden Noordelijke eenheden met relatief gemak achter de Zuidelijke troepen kunnen verschijnen en de terugtocht van Zollicoffer kunnen afsnijden. Zollicoffer stuurde een brief op 30 november met de vraag om versterkingen te krijgen om zijn offensieve plannen te kunnen uitvoeren. Door miscommunicatie, misverstanden en vertragingen zouden deze versterkingen pas om 24 december vertrekken.

### De slag bij Mill Springs

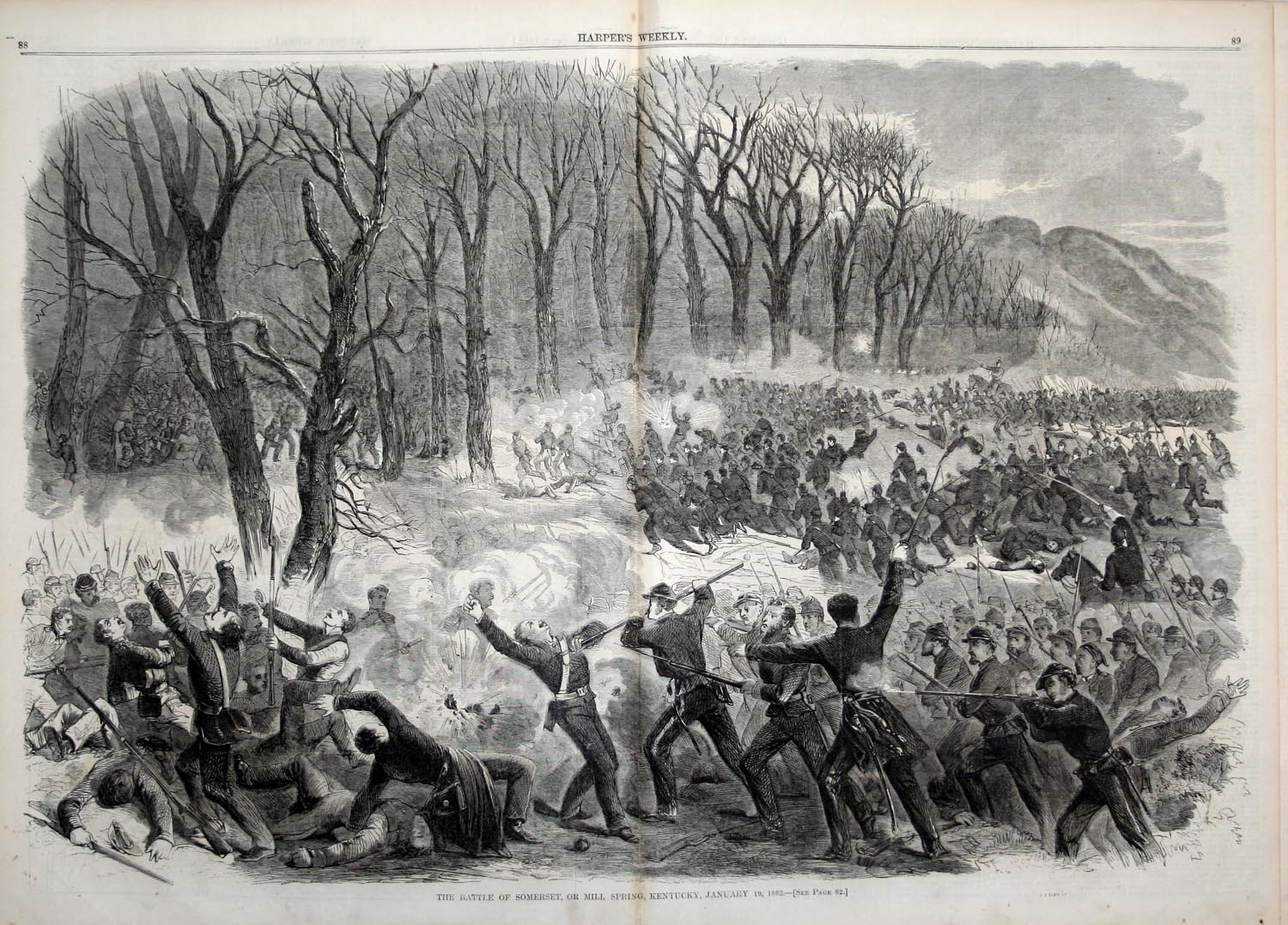
Een afbeelding over de Slag bij Mill Springs in Harper’s Weekly uit 1862

Op 3 januari stelde Crittenden tot zijn verrassing vast dat Zollicoffer zich nog ten noorden van de Cumbeland bevond. Tegen 18 januari naderden verschillende Noordelijke eenheden de Zuidelijke stellingen. Noordelijke troepen onder leiding van brigadegeneraal George Henry Thomas naderden het Zuidelijke kamp via Logan’s Cross Roads. Een tweede Noordelijke eenheid onder leiding van brigadegeneraal Albin Schoepf was op weg om Thomas te versterken. Beide eenheden waren nog gescheiden door een rivier die buiten zijn oevers was getreden. Hoewel de Zuidelijken in de minderheid waren, besliste Crittenden om zijn tegenstanders afzonderlijk uit te schakelen. Via de nachtelijke mars stuurde hij zijn troepen op pad om Thomas op 19 januari aan te  vallen. De Zuidelijke troepen waren slecht getraind en hadden inferieure wapens. Tijdens hun nachtelijke mars regende het veel waardoor hun oude musketten onbruikbaar werden. Kort na het begin van de slag sneuvelde Zollicoffer toen hij per abuis naar de Noordelijke linies reed. Het werd een smadelijke nederlaag voor de Zuidelijken en Crittendens soldaten vluchtten in wanorde van het slagveld. Hierdoor ontstond een gat in de defensieve linie die Johnston had ingesteld. Tussen de Cumberland Gap en Bowling Green waren geen Zuidelijke troepen te vinden. Door het slechte weer en het moeilijke terrein kon Thomas deze overwinning niet uitbuiten en kon hij Kentucky niet binnenvallen.
Crittenden vreesde voor een hernieuwde aanval van de Noordelijke troepen onder Thomas en Schoepf en trok zich terug over de rivier. De Zuidelijke eenheden staken in halve paniek de rivier over waarbij ze hun gewonden en al hun kanonnen achterlieten. Toen ze uiteindelijk in Gainesboro, Tennessee aankwamen was zijn leger niet meer dan een gewapende bende. Opnieuw staken de geruchten de kop op dat Crittenden dronken zou geweest zijn. Hij werd belachelijk gemaakt in de Noordelijke pers en van verraad beschuldigd in de Zuidelijke kranten. Hoewel president Davis overtuigd was van Crittendens onschuld, liet hij generaal Johnston toch een onderzoek instellen. De Zuidelijke eenheden wilden niet meer onder Crittenden dienen.
Op 1 februari verzocht Crittenden zelf om een onderzoek in te stellen naar zijn gedrag. Een week later besliste de Zuidelijke minister van oorlog dat oostelijke Tennessee onder leiding zou komen van brigadegeneraal Simon Bolivar Buckner. Na de Slag om Fort Donelson en het verlies van Nashville, Tennessee werd Crittenden naar Murfreesboro in Tennessee gestuurd. Hij kreeg het bevel over de 2nd division in het Army of Central Kentucky. Generaal Johnston concentreerde zijn eenheden bij Corinth, Mississippi. Crittenden werd bevelhebber van het reservekorps die bij Luka gelegerd was. Crittenden werd ontgeven uit zijn functie op 31 maart toen bleek dat de discipline van zijn eenheden sterk de wensen overliet.
Crittenden werd op 1 april gearresteerd op bevel van generaal-majoor William Hardee. Tien dagen later diende Crittenden zijn ontslag in. Deze werd echter niet aanvaard. Eerst moest het onderzoek volledig plaatsvinden. Op 24 juli werd het onderzoek geopend, maar er werd geen beslissing genomen. Toen ook een tweede onderzoek geen uitsluitsel gaf werd Crittenden, na tussenkomst van president Davis, ontslagen op 23 oktober.

### Laatste terugkeer in het leger
Op 7 april 1863 nam Crittenden opnieuw dienst in het leger als kolonel. Hij werkte als een stafofficier voor brigadegeneraal John Stuart Williams in het Departement of Western Virginia. In dit departement lagen verschillende loodmijnen en zoutpannen. In juli nam bij deel aan de Zuidelijke verdediging tegen de Wytheville Raid. In september voerde Crittenden een kleine strijdmacht aan om de Noordelijke opmars van cavalerie te vertragen. Hierdoor kon Williams een nieuwe defensieve linie uitbouwen. In één van deze confrontaties vocht hij tegen zijn broer Eugene die kolonel was in het  Union Army. Op 20 september mochten ze elkaar zien beschermd door de Witte vlag.  Voor deze vertragingsactie kreeg Crittenden lof toegezwaaid van generaal-majoor Samuel Jones. Ook begin 1864 bleef hij zijn functie als stafofficier uitvoeren. Toen John Hunt Morgan begin 1864 de nieuwe bevelhebber werd van het departement vielen Noordelijke eenheden aan. Dankzij een vertragingsactie van Crittenden kon Morgan de Noordelijke aanval afslaan.
Op 31 mei werd Crittenden aangesteld als bevelhebber van het Departement of Western Virginia and East Tennessee. Het merendeel van de eenheden waren reservisten. Enkele dagen later op 4 juni verzocht hij om ontgeven te worden van zijn commando, maar dit werd geweigerd. Zijn voornaamste taak bestond eruit om de troepenverplaatsingen te coördineren van en naar naburige departementen. Op 30 juli kreeg Crittenden het bevel over de cavalerie in oostelijke Tennessee. Begin september werd hij aangesteld als inspecteur-generaal voor het departement. Op 12 oktober werd Crittenden toegevoegd aan de staf van generaal-majoor John C. Breckinridge. Halfweg november nam hij deel aan de Slag bij Bull's Gap en op 17 en 18 december was bij aanwezig tijdens de Slag bij Marion.
De rest van de oorlog zou Crittenden voornamelijk administratieve functies uitoefenen in Wytheville, Virginia. In april 1865 was brigadegeneraal John Echols zijn bevelhebber. Toen ze het nieuws vernamen dat Richmond was gevallen en dat generaal Robert E. Lee zich had overgegeven, sloten Echols en Crittenden zich aan bij het leger van Joseph Johnston in North Carolina. Toen ook dit leger zich had overgegeven was de oorlog voor Crittenden voorbij. Hij werd op 5 mei 1865 vrijgelaten.

## Latere jaren
Hij keerde terug naar Kentucky maar werd daar aangeklaagd voor verraad. Op 9 november 1867 kreeg hij amnestie. Tussen 1867 en 1874 was hij bibliothecaris voor de staatsbibliotheek in Kentucky. Hij overleed op 27 november 1880 in het huis van zijn zuster in Danville, Kentucky. Zijn stoffelijk overschot werd bijgezet in het Frankfort Cemetery.

## Militaire loopbaan
- Second Lieutenant: 1832
- First Lieutenant:
- Captain:
- Titulair Major: 1847
- Major: 1848
- Lieutenant Colonel: 1856
- Colonel: 16 maart 1861
- Brigadier General: 15 augustus 1861
- Major General: 9 november 1861
- Reverting Colonel: oktober 1862